# お酒選びの新ツールシリーズ
お酒選びの新ツール（おさけびのしんツール）は、エレクトロニック・アーツより発売されているニンテンドーDSの酒カタログゲームのシリーズ。価格は各2,980円（税込）。
第1作である『ソムリエ DS』は、『シムシティDS』のスタッフである村上貴宏がワインを買いに酒屋へ行ったはいいものを何を買うべきかわからなくなったことをきっかけにつくられた。
同作は「今日からワインを知っておいしく飲もう」というコンセプトが据えられており、ソムリエが厳選したワイン1000本の収録だけでなく、文字が読めなくても簡単に探せる検索機能や、備忘録にあたる「記録機能（マイワインセラー）」といった機能が用意された。

## ラインナップ
- ソムリエDS（2007年7月19日）
- 酒匠DS（2007年8月23日）
- バーテンダーDS（2007年9月27日）